# Partisanskoje (Krasnojarsk)

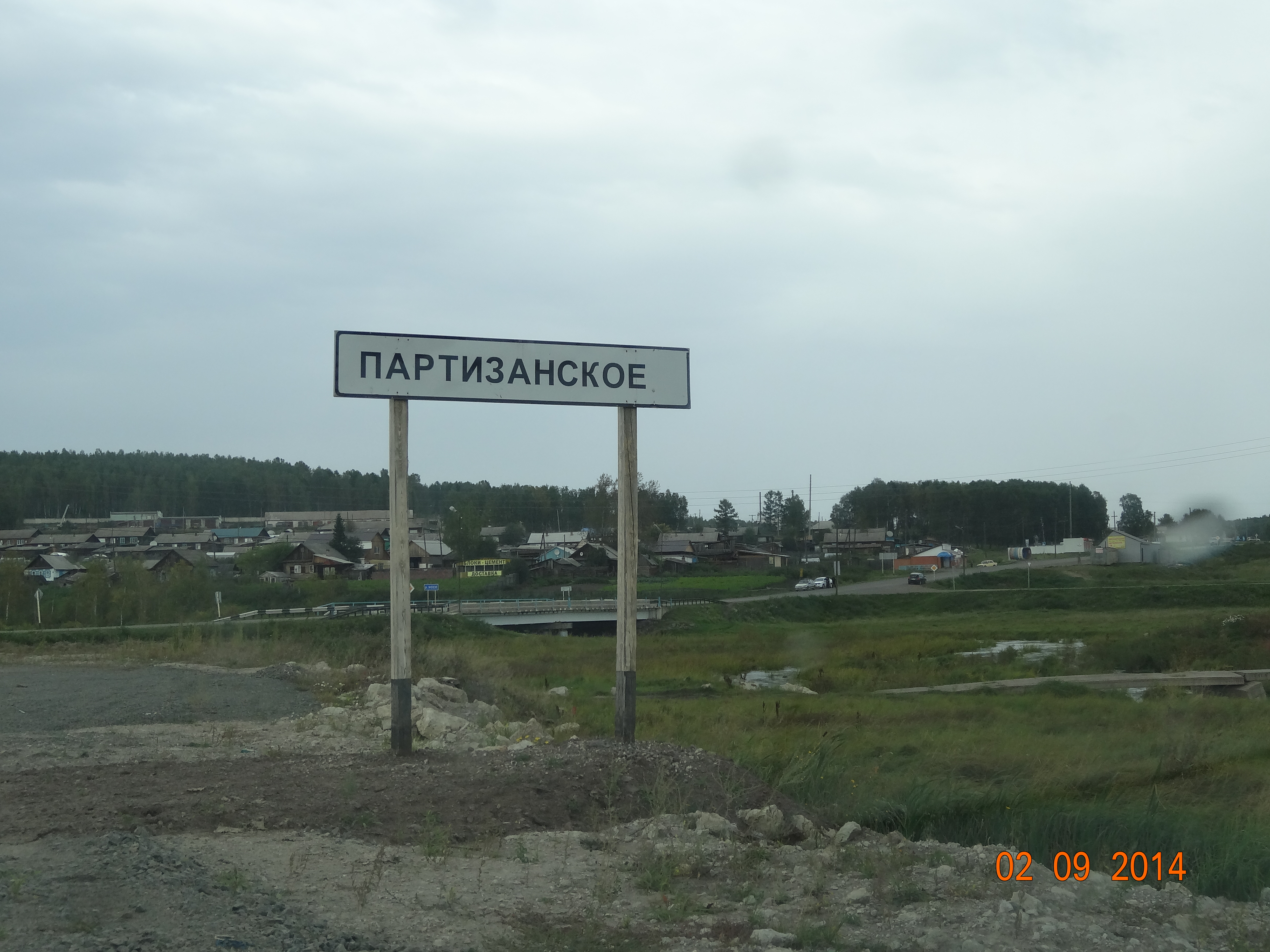
Dorf Partizanskoe. Autobahnbrücke über den Fluss Noek.

Partisanskoje (russisch Партиза́нское) ist ein großes Dorf (selo) in der Region Krasnojarsk in Russland mit 3525 Einwohnern (Stand 14. Oktober 2010).

## Geographie
Der Ort liegt gut 100 km Luftlinie südöstlich des Regionsverwaltungszentrums Krasnojarsk im nördlichen Vorland des Ostsajan. Er befindet sich am linken Ufer der Rybnaja, eines linken Nebenflusses des Kan, bei der Einmündung des linken Zuflusses Nojek.
Partisanskoje ist Verwaltungszentrum des Rajons Partisanski sowie Sitz der Landgemeinde (selskoje posselenije) Partisanski selsowet, zu der außerdem das 4 km südlich gelegene Dorf Krestjanskoje gehört.

## Geschichte
Das Dorf wurde 1825 unter dem Namen Noi gegründet, alternativ auch Noiskaja genannt. 1847 entstand in unmittelbarer Nähe ein weiteres Dorf mit Namen Perowo, nach dem Familiennamen Perow der ersten Siedler. 1901 wurde Perowo Verwaltungssitz einer Wolost, und Noiskaja eingemeindet. Am 4. April 1924 wurde Perowo Zentrum des nach ihm benannten Perowski rajon. Am 26. September 1927 erhielt das Dorf seinen heutigen Namen, aufgrund seiner Rolle als Zentrum der roten Partisanenbewegung im Russischen Bürgerkrieg; der Rajon wurde entsprechend umbenannt.

## Bevölkerungsentwicklung
| Jahr | Einwohner |
| ---- | --------- |
| 1897 | 1280      |
| 1939 | 2235      |
| 1959 | 2912      |
| 1970 | 3533      |
| 1979 | 3911      |
| 1989 | 5049      |
| 2002 | 3977      |
| 2010 | 3525      |

Anmerkung: Volkszählungsdaten (1897 Noiskaja und Perowo)

## Verkehr
Partisanskoje ist Endpunkt der Regionalstraße 04K-040, die etwa 40 km nördlich bei Ujar an der föderalen Fernstraße R255 Baikal Nowosibirsk – Krasnojarsk – Irkutsk beginnt. Dort verläuft auch die Transsibirische Eisenbahn. In zunächst südlicher Richtung von Partisanskoje führt die 04N-034 nach Aginskoje, nach Westen die 04K-752 nach Sapasnoi Imbesch, von dort weiter in Richtung Schalinskoje.
5 km östlich von Partisanskoje befindet sich die nächstgelegene Bahnstation Stoiba bei Streckenkilometer 769 der auf diesem Abschnitt 1965 eröffneten und elektrifizierten „Südsibirischen Magistrale“ Nowokusnezk – Abakan – Taischet.